# Mariental
Mariental é uma cidade no centro-sul da Namíbia, situada na estrada nacional B1 232 quilômetros, ao norte de Keetmanshoop e a 274 quilômetros a sudeste de Windhoek, capital do país. Encontra-se a uma altitude de 1.090 metros acima do nível do mar. Mariental está ligada à linha ferroviária TransNamib de Windhoek a Keetmanshoop. A cidade e os arredores estão em uma região quente e árida. Sua população é de cerca de 10.000 habitantes.
Mariental é a capital administrativa da região de Hardap, em uma área que tem sido habitada continuamente pelo grupo étnico Nama. Encontra-se perto da barragem de Hardap, o maior reservatório da Namíbia.
Mariental tem um clima desértico quente (classificação climática de Köppen BWh), com verões muito quentes e invernos extremamente quentes (com dias quentes e noites frias). A precipitação média anual é de 194 mm. Em 11 de novembro de 2021, foi registrada uma temperatura máxima de 44,0 °C (111,2 °F).

## História
Nomeada pelos missionários renanos (alemães luteranos) locais, a cidade foi fundada em 1912 como uma parada ferroviária entre Windhoek e Keetmanshoop e recebeu o nome de Maria, esposa do primeiro colono da região, Hermann Brandt. É o lar da mais antiga congregação da igreja reformada holandesa na Namíbia, fundada em 1898. Foi proclamada cidade em 1920 e município em 1946. Mariental é o lar de um grande número de pessoas de língua Nama, descendentes dos primeiros habitantes Khoi da Namíbia. O povo de Mariental é conhecido por seus grandes sorrisos e hospitalidade.

## Política
Mariental é governada por um conselho municipal que tem sete assentos.
A eleição para eleger a autoridade local de 2015 foi vencida pelo partido Organização do Povo do Sudoeste Africano, que conquistou seis assentos (1.325 votos). O assento restante foi para o Movimento Democrático Popular (139 votos). A eleição da autoridade local de 2020 foi vencida pelo recém-formado Movimento dos Sem Terra, que obteve bons resultados em toda a região de Hardap, obtendo 1.726 votos em Mariental e conquistando quatro cadeiras na Câmara Municipal, seguida pelo partido Organização do Povo do Sudoeste Africano, com duas cadeiras (906 votos).